# Акцент в розовом
«Акцент в розовом» (нем. Akzent in Rosa, фр. Accent en rose) — абстрактная картина русского художника Василия Кандинского, написанная в 1926 году и хранящаяся в Национальном центре искусства и культуры Жоржа Помпиду Государственного музея современного искусства в Париже, Франция.

## Описание
Полотно создано Василием Кандинским в 1926 году, когда он работал в быстром темпе и преподавал в немецкой художественной школе Баухаус в Дессау. В этот период Кандинский перешёл к более выраженной геометрической абстракции и хорошо продуманной композиции. Кандинский также опирался на идеи конструктивизма, которые зарождались в России благодаря таким художникам, как Владимир Татлин, считавший, что искусство должно непосредственно отражать индустриальный мир 1920-х. Хотя размещение каждой конструктивистской фигуры кажется случайным, Кандинский тщательно продумывал устройство пространства.